# Hermann Nolte
Hermann Nolte (né le 13 juin 1873 à Düsseldorf et mort le 15 février 1935 dans la même ville) est un sculpteur allemand.

## Biographie
Hermann Nolte, né dans la vieille ville de Düsseldorf est le fils du maître ferblantier Adolph Nolte,. Il se forme auprès d'Anton Josef Reiss,, à l'École des arts appliqués de Düsseldorf (de) et à l'âge de 20 ans, entreprend à pied un voyage de plusieurs mois à travers l'Italie jusqu'à Rome. Il travaille ensuite pendant trois ans dans l'atelier du sculpteur zurichois August Bösch. Le 23 octobre 1899, à l'âge de 26 ans, il entre dans la classe de sculpture de Syrius Eberle à l'Académie des beaux-arts de Munich. Parmi ses camarades de classe figurait Jacobus Leisten. Après avoir terminé ses études, Nolte travaille pendant six ans encore comme assistant du sculpteur Ignatius Taschner (de) à Munich. De retour à Düsseldorf, son père étant décédé, il s'installe dans la maison où il est né, 10Kurze Straße. À partir de 1908, avec une interruption dans les années 1920, il est membre de l'association d'artistes Malkasten de Düsseldorf jusqu'à sa mort. En 1911 et 1913, Nolte participe à la Grande exposition d'art NRW de Düsseldorf (de) avec des œuvres en bronze,. Dans les années 1920, son atelier de sculpture d'art se trouvait à Pempelfort 20 Augustastraße et dans la Cité d'artistes de l'association des artistes de Düsseldorf (de) dans les années 30 . Nolte meurt à l'âge de 62 ans en 1935 à son domicile de Düsseldorf.

## Œuvre

### Œuvres exposées en public
La principale période de création de Nolte commence vers 1910, après son retour à Düsseldorf, et se poursuit jusque dans les années 1930. Pendant cette période, il crée de nombreuses sculptures en bois, bronze, marbre et pierre pour des bâtiments d'État, des écoles, des mairies et d'importants bâtiments commerciaux et industriels. Parmi les exemples les plus marquants, citons le plafond à coupole du bâtiment gouvernemental de Düsseldorf (de) ou la décoration figurative de la Villa Horion (de) de la Landeshaus Düsseldorf (de).
Dans ses premières années, Nolte utilise surtout des motifs typiques des enfants, que l'on retrouve souvent dans les écoles. Ce faisant, il ne conçoit pas seulement des figures individuelles, mais parfois des façades entières selon ses idées. Dans ce domaine, Nolte travaille en étroite collaboration avec l'architecte Hermann vom Endt (de).
Au fil des ans, l'art de Nolte devient plus indépendant, réfléchi et objectif, ce qui pourrait bien être dû à la Première Guerre mondiale. Toutefois, cette tendance est également visible avant la guerre. Aujourd'hui, nombre de ses œuvres sont conservées à Düsseldorf et surtout dans la ville de Hamm. Cependant, ses œuvres ne sont pas toutes connues et documentées, tant s'en faut.
Un monument situé au Cimetière du Nord commémore les morts de la Première Guerre mondiale. Nolte a conçu ce monument avec l'architecte Hermann Goerke (de) pendant la guerre. Il n'a cependant été achevé qu'en 1921. Une stèle commémorative de Reinhard Graner (de) a été ajoutée ultérieurement.
Vers 1930, Nolte réalise des copies des figures du Calvaire d'Anton Josef Reiss à l'église Saint-Lambert sur la Stiftsplatz de Düsseldorf. À cette fin il utilise de la pierre du trias moyen. Les originaux de la main de Reiss, qui étaient déjà assez usés à l'époque, ont depuis disparu.
Sur la Jürgensplatz à Düsseldorf se trouve le mémorial du 11e régiment de hussards (de), solennellement inauguré le 5 juillet 1931 par le bourgmestre Dr. Dr. h. c. Robert Lehr. Il s'agit d'un relief en bronze fixé à un pilier en calcaire coquillier. Le relief a été exécuté par la fonderie August Bischoff (de), l'architecte avec lequel Nolte a collaboré ici était Hermann vom Endt (de).

### Sculptures en bronze (sélection)
Nolte est moins connu pour ses petits bronzes de l'Art nouveau et du début de l'Art déco. La raison en est qu'en raison de la forte demande de décoration de bâtiments, il ne devait pas nécessairement servir le secteur artistique privé. Ses sculptures n'apparaissent donc qu'en très petites éditions, mais ne sont néanmoins produites que par les meilleures fonderies de bronze. Néanmoins, un petit nombre d'entre eux, mais de très haute qualité et avant-gardiste sont manufacturés. Les bronzes ont survécu. Il a souvent fait appel au symbolisme ainsi qu'au thème difficile à comprendre de la mythologie nordique. Les nombreuses expositions d'art prouvent que cela était déjà bien perçu à l'époque. En 1911, Die Kunst und das schöne Heim fait l'éloge des "agréables petits groupes en bronze" de l'artiste. Actuellement, seuls une vingtaine d'exemplaires différents sont connus.
- Tuvstarr auf Skutt, (Frauenakt auf Elch, datée de  1916), copie à la Fondation d'art Volmer[20].
- Genoveva, Frauenakt mit Kind und Hirschkuh (vers 1911)
- Frauenakt meditierend, Gießerstempel: Düsseldf. Bronzebildgießerei. G.M.B.H. (vers 1915)
- Metallgießer, (exposé en 1920)
- Bergarbeiter mit Spitzhacke
- Hypnotisör, (vers 1907)
- Liebe und Glück, (vers 1907)

## Expositions

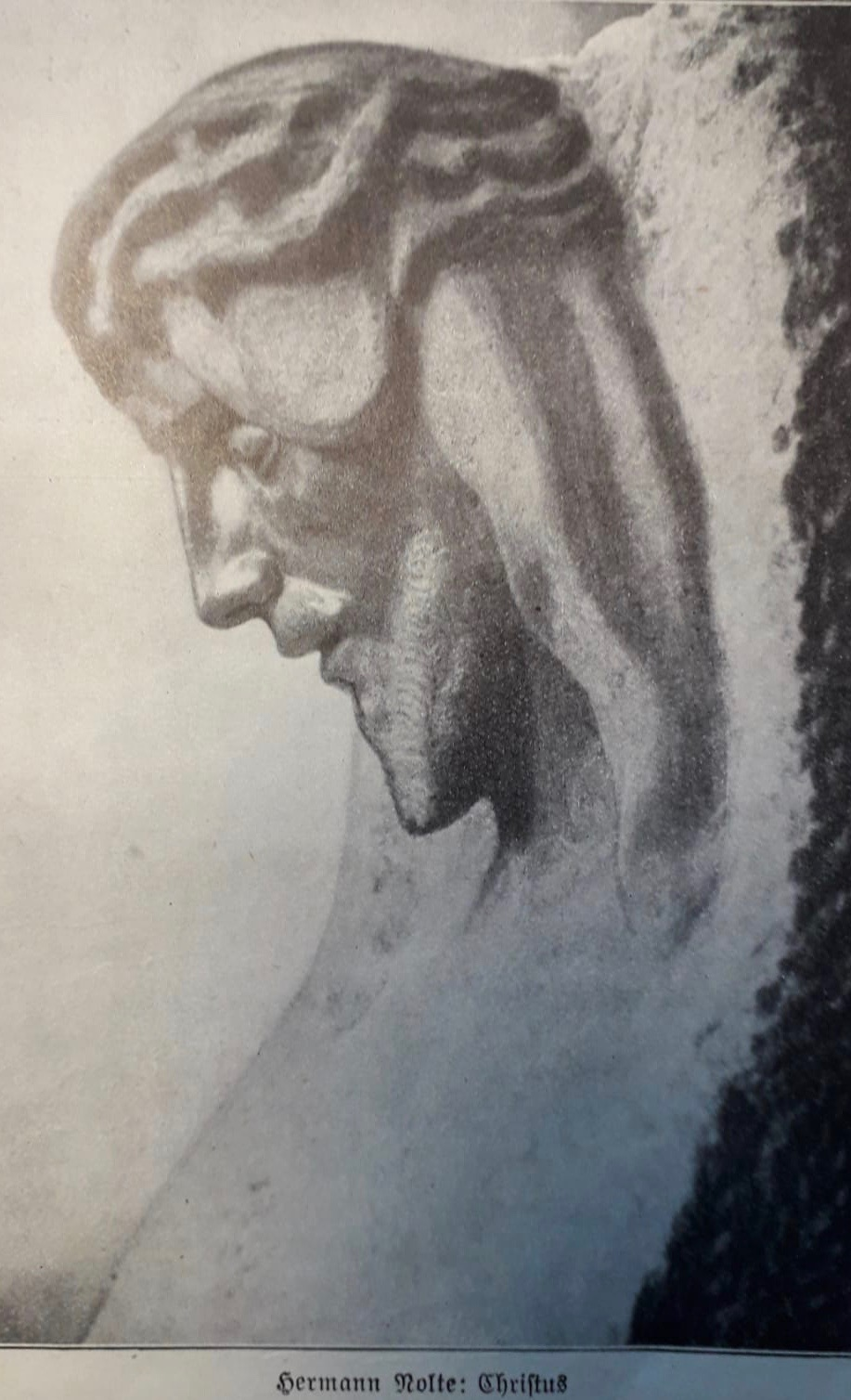
Hermann Nolte, Christuskopf, 1917.

- 1907 en arts plastiques: Grande exposition d'art de Berlin, trois bronzes[21].
- 1908 en arts plastiques: Salon annuel de Munich, Grabstätte: Der Abschied; männliche Büste, gypse.
- 1910 en arts plastiques: Münchner Jahresausstellung.
- 1911 en arts plastiques, Grande exposition d'art NRW de Düsseldorf (de).
- 1911: Grande exposition d'art de Berlin, Hirschkuh: Geneviève de Brabant.
- 1913 en arts plastiques: Große Kunstausstellung NRW Düsseldorf
- 1917 en arts plastiques: Grande exposition d'art de Berlin, Tête du Christ, gypse[22].
- 1920 en arts plastiques: exposition au Palais des Arts de Düsseldorf; figure féminine, bois ; figure féminine, plâtre ; plâtre métallique, bronze ; buste[23].
- 1937 en arts plastiques: Düsseldorf – Münchener Kunstausstellung, Kunstpalast Düsseldorf.

## Anecdote
Tout au long de sa vie, on a souvent demandé à Nolte pourquoi il n'avait pas étudié à l'Académie des beaux-arts de Düsseldorf, sa ville natale. Cette question lui a également été posée par Prince Régent Luitpold de Bavière lorsque, lors d'une visite à l'Académie des beaux-arts de Munich, il a découvert des œuvres en bronze de Nolte qui lui ont plu. Ce dernier a répondu que Munich était plus jolie et qu'il la préférait tout simplement. Le Prince Régent a répondu : "Je pense que oui, mais faites-le taire !" Nolte a suivi cette invitation, est devenu l'assistant d'Ignatius Taschner (en) et est resté six ans à Munich.